# Robert Miller Hardt
Robert Miller Hardt (Pittsburgh, 24 de junho de 1945) é um matemático estadunidense.
Hardt obteve o grau de bacharel no Instituto de Tecnologia de Massachusetts em 1967 e um Ph.D. em 1971 na Universidade Brown, orientado por Herbert Federer, com a tese Slicing and Intersection Theory for Chains Associated with Real Analytic Varieties. Em 1971 tornou-se instrutor e mais tarde professor da Universidade de Minnesota. Em 1988 tornou-se professor de Universidade Rice, onde é W. L. Moody Professor. Dentre seus orientados de doutorado consta Lin Fanghua.
Hardt foi pesquisador visitante no Instituto de Estudos Avançados de Princeton em 1976 e no Institut des Hautes Études Scientifiques (IHES) em 1978 e 1981. Foi professor visitante na Universidade de Melbourne em 1979, na Universidade Stanford e na Universidade de Wuppertal.
Foi palestrante convidado do Congresso Internacional de Matemáticos em Berkeley, Califórnia. Em 2015 foi eleito fellow da American Mathematical Society.

## Publicações selecionadas

### Artigos
- Stratification of real analytic mappings and images, Inventiones Mathematicae, vol. 28, 1975, pp. 193–208
- com Leon Simon: Boundary regularity and embedded solutions of the oriented Plateau problem, Annals of Mathematics, vol. 110, 1979, pp. 439–486. doi:10.1090/S0273-0979-1979-14581-6
- com Fang‐Hua Lin: Mappings minimizing the Lp norm of the gradient, Communications on Pure and Applied Mathematics, vol. 40, no. 5, 1987, pp. 555–588. doi:10.1002/cpa.3160400503
- Singularities of Harmonic Maps, Bull. Amer. Math. Soc. vol. 34, 1997, pp. 15–34 doi:10.1090/S0273-0979-97-00692-7

### Livros
- com Leon Simon: Seminar on geometric measure theory. DMV Seminar, Vol. 7, Birkhauser, 1986.
- editor com Michael Wolff: Nonlinear partial differential equations in differential geometry, AMS, Institute for Advanced Study 1996
- editor: Six Themes on Variation, Student Mathematical Library, Vol. 26, AMS, 2004[3]
- com Thierry De Pauw e W.F. Pfeiffer: Homology of normal chains and cohomology of charges, Providence, Rhode Island : American Mathematical Society, 2017.